# Basarabeasca (condado)
Basarabeasca é um condado (ou distrito) da Moldávia. Sua capital é a cidade de Basarabeasca.